# Pierre Graber
Pierre Graber (6 de dezembro de 1908 — 19 de julho de 1985) foi um político da Suíça e membro do Conselho Federal Suíço (1970-1978).

## Vida
Ele nasceu em La Chaux-de-Fonds, Suíça e depois de estudar Direito em Neuchâtel e Viena tornou-se advogado em Lausanne. Ativo no Partido Social-democrata, ele esteve no parlamento municipal de Lausanne (1934-1946), membro do parlamento do cantão de Vaud (1937-1946), prefeito de Lausanne (1946-1949), membro do Conselho Nacional (1942-1969, exceto 1963), ele foi o presidente da Assembleia de 1965/66, ele fez parte da comissão de relações exteriores e foi vice-presidente da comissão parlamentar de inquérito que trata do assunto Mirage. Ele também foi membro do governo do cantão de Vaud (1962–1970), encarregado do Departamento de Finanças. Ele serviu como um dos quatro membros da Comissão para resolver o problema do Jura.

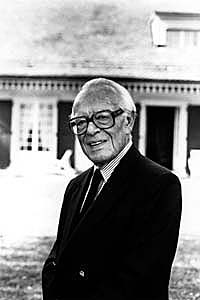
1989

Foi eleito para o Conselho Federal da Suíça em 10 de dezembro de 1969. Durante seu mandato, chefiou o Departamento Político, ou seja, o Ministério das Relações Exteriores. Graber foi presidente da Confederação em 1975 e transferiu-se para o cargo em 31 de janeiro de 1978. Durante o seu mandato, foi adotada uma nova lei de Cooperação para o Desenvolvimento. Em 1 de agosto de 1975, ele assinou a Ata Final de Helsinque da CSCE em nome da Suíça. Obteve a ratificação pelo Parlamento da Convenção Europeia dos Direitos do Homem em 1974. Como presidente do Comité de Ministros do Conselho da Europa, colocou a primeira pedra do Palácio da Europa em Estrasburgo em 15 de maio de 1972. Por sua iniciativa, a Suíça reconheceu o Vietnã do Norte e a Coréia do Norte. Graber presidiu a conferência diplomática que levou à adoção dos protocolos adicionais às Convenções de Genebra em 1977. Ele enfrentou o primeiro ataque terrorista a um avião da Swissair em Zarqa, Jordânia, em 1970. Depois de se aposentar, deu sua opinião em ocasiões importantes, incluindo Tentativa malsucedida da Suíça de ingressar nas Nações Unidas em 1986.
Graber morreu em Lausanne em 2003 aos 94 anos.